# Ophichthus manilensis
Ophichthus manilensis är en fiskart som beskrevs av Herre 1923. Ophichthus manilensis ingår i släktet Ophichthus och familjen Ophichthidae. Inga underarter finns listade i Catalogue of Life.